# Élection présidentielle géorgienne de 2008
L'élection présidentielle géorgienne de 2008 s'est tenue le 5 janvier. Le président sortant Mikheil Saakachvili a été réélu pour un second mandat.

## Galerie

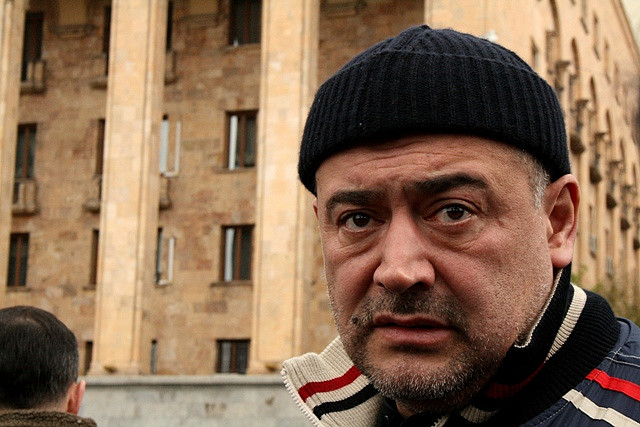
Levan Gatchetchiladze Parti de la nouvelle droite
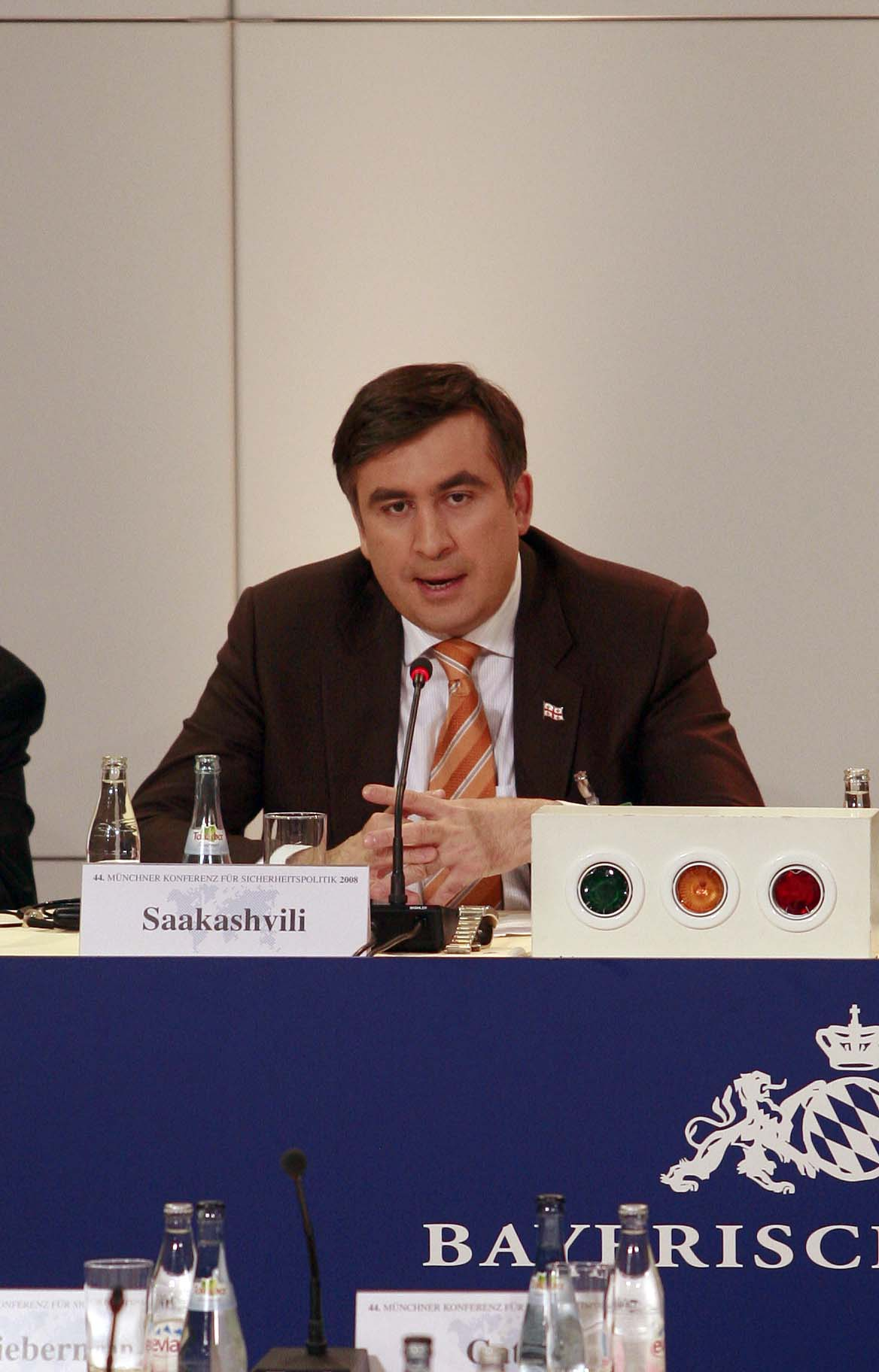
Mikheil Saakachvili Mouvement national démocrate
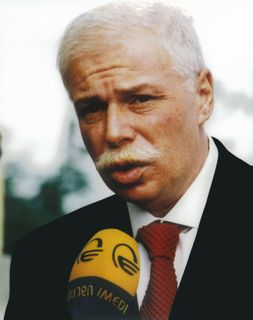
Badri Patarkatsishvili Sans étiquette

## Résultats officiels
| Candidats à la présidence  | Voix      | %       |
| -------------------------- | --------- | ------- |
| Mikheil Saakachvili        | 1 060 042 | 53.47 % |
| Levan Gatchetchiladze      | 509 234   | 25.69 % |
| Badri Patarkatsishvili     | 140 826   | 7,10 %  |
| Shalva Natelashvili        | 128 589   | 6,49 %  |
| Davit Gamkrelidze          | 79 747    | 4,02 %  |
| Gia Maisashvili            | 15 249    | 0,77 %  |
| Irina Sarishvili-Chanturia | 3 242     | 0,16 %  |